# Leucophenga lacteusa
Leucophenga lacteusa är en tvåvingeart som beskrevs av Hajimu Takada och Wakahama 1967. Leucophenga lacteusa ingår i släktet Leucophenga och familjen daggflugor. Inga underarter finns listade i Catalogue of Life.